# Tipula unca
Tipula unca là một loài ruồi trong họ Ruồi hạc (Tipulidae). Chúng phân bố ở miền Cổ bắc.

## Hình ảnh

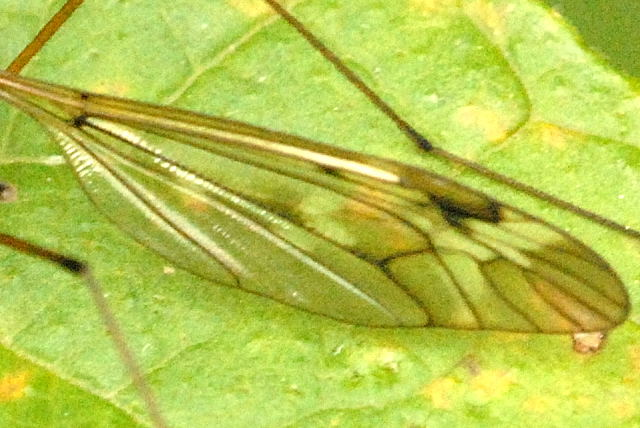

- Tập tin:Tipula unca 01.JPG

- Tư liệu liên quan tới Tipula unca tại Wikimedia Commons